# Herb Saint Martin
Herb Saint Martin – symbol heraldyczny Saint Martin, jednego z okręgów administracyjnych (zwanych parish-amii), znajdującego się na wyspie Jersey, jednej z Wysp Normandzkich. 
Herb przedstawia na tarczy w polu srebrnym trzy czerwone poziome pasy.
Jest to domniemany herb świętego Marcina (który jest patronem kościoła w St. Martin) pochodzącego z Panonii (dzisiejsze Węgry), stąd czerwone pasy herbu królestwa Węgier.
Bardzo podobny herb, różniący się tylko ilością czerwonych pasów ma okręg Grouville.
Wizerunek herbu Saint Martin widnieje na okolicznościowych monetach o nominale jednego funta Jersey.